# Greyout

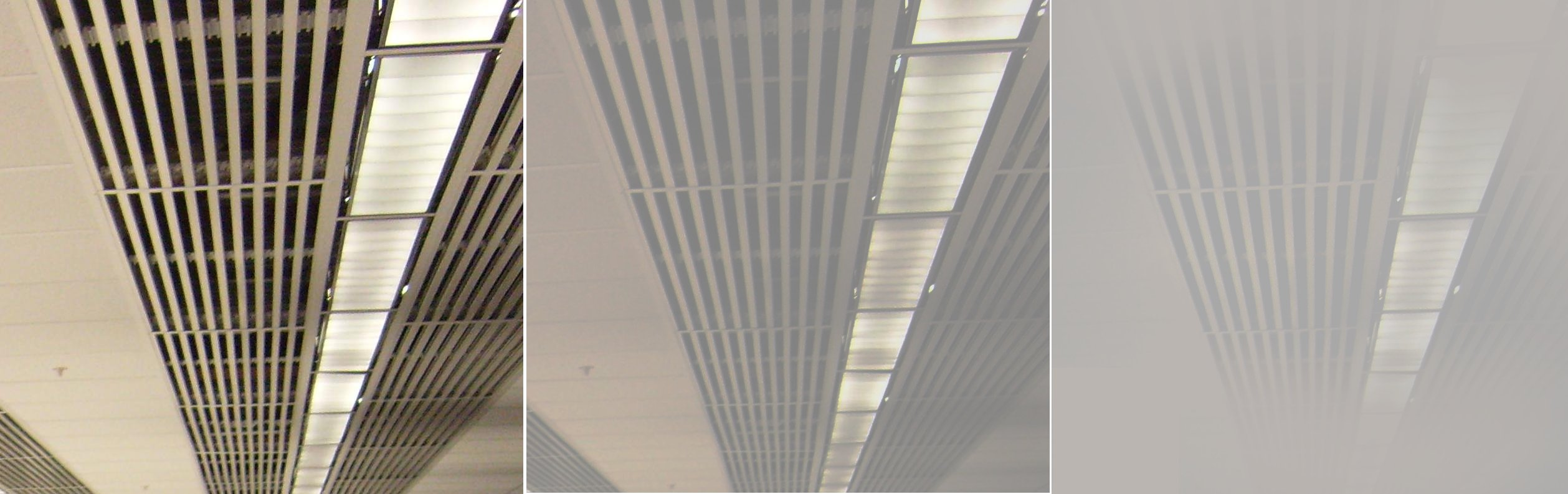
Прогрессирование greyout

Greyout (также whiteout; на английском США — grayout) — преходящая потеря зрения, которая воспринимается как затемнение света и цвета, иногда сопровождается потерей периферического зрения. Это предшественник обморока или ''blackout'' (нарушение долгосрочной памяти) и обусловлен гипоксией (кислородным голоданием мозга), часто из-за падения давления крови.
Для Greyout существует множество возможных причин:
- Шок, такой как гиповолемия, даже в лёгкой форме или такой, как при взятии крови.
- Резкое вставание (см. ортостатический коллапс), особенно если человек болен, с похмелья или страдает артериальной гипотензией.
- Положительные перегрузки в летательных аппаратах или на американских горках в парке.
- Как это ни парадоксально, гипервентиляция: самоиндуцированная гипокапния, например, в играх с асфиксией или при потере сознания на малой глубине.
- Перенапряжение
- Паническая атака

Обычно восстановление происходит быстро и greyout может быть легко устранено лёжа, таким образом, чтобы сердечно-сосудистая система не работала против силы тяжести, препятствуя крови достичь мозга.
Greyout могут испытывать пилоты при больших положительных перегрузках, выполняя петлю Нестерова или крутой разворот, заставляя кровь отливать от головы к нижним конечностях тела и снижая, тем самым, артериальное давления в мозге. Этот процесс — обратный процессу redout, или покраснению зрения, который является результатом отрицательных перегрузок, когда вектор скорости направлен вниз, а ускорение превышает ускорение силы тяжести. Это состояние потенциально опасно и может привести к повреждению сосудов сетчатки и геморрагическому инсульту. Пилоты самолёта с высокой энерговооружённостью могут повысить свою устойчивость к greyout с помощью противоперегрузочного костюма, который управляет перемещением крови к нижним конечностям, но не существует костюма, способного управлять redout. В обоих случаях симптомы могут быть устранены немедленно снижением перегрузки при управлении полётом. Продолжение или усиление перегрузки приведёт к быстрому прогрессированию G-LOC (приводящей к потере сознания).
Удивительно, но даже во время сильного greyout, при полной дисфункции зрительной системы, пилоты могут по-прежнему слышать, чувствовать и говорить. Другими словами, полный greyout и G-LOC — разные события.
Ещё одно распространённое проявление greyout случается на американских горках. Многие американские горки подвергают участников положительным перегрузкам, особенно в вертикальных петлях и спиралях. Американские горки редко подвергают большим отрицательным перегрузкам, чтобы вызвать redout, так как большинство элементов с низкими перегрузками предназначены для имитации невесомости.